# Seznam japonskih plavalcev
Seznam japonskih plavalcev.

## A
- Reona Aoki
- Tomomi Aoki
- Jota Arase

## E
- Naito Ehara

## F
- Takuro Fudžii
- Hiromasa Fudžimori
- Hironošin Furuhaši

## H
- Kosuke Hagino
- Tomoko Hagivara
- Akira Hajaši
- Hirojo Harada
- Mika Haruna
- Džunja Hasegava
- Suzuka Hasegava
- Jasunari Hirai
- Tomoru Honda
- Nacumi Hoši

## I
- Čihiro Igaraši
- Rikako Ikee
- Nagisa Ikemoto
- Runa Imai
- Noriko Inada
- Rjosuke Irie
- Džunko Isoda
- Hanae Ito

## J
- Sačiko Jamada

## K
- Masaki Kaneko
- Rie Kaneto
- Juka Kato
- Jumi Kida
- Eri Kimura
- Kosuke Kitadžima
- Juki Kobori
- Džunja Koga
- Jasuhiro Koseki

## M
- Takeši Macuda
- Jajoi Macumoto
- Kacuhiro Macumoto
- Sumiko Minamoto
- Maki Mita
- Sači Močida

## N
- Hironobu Nagahata
- Kacumi Nakamura
- Mai Nakamura
- Juko Nakaniši
- Miki Nakao
- Mio Narita
- Masaki Niijama

## O
- Džunko Oniši

## S
- Masato Sakai
- Nacumi Sakai
- Daija Seto
- Daiči Suzuki
- Satomi Suzuki

## Š
- Ai Šibata
- Sakiko Šimizu
- Šinri Šioura
- Rio Širai

## T
- Jasuko Tadžima
- Miho Takahaši
- Aja Takano
- Mijuki Takemura
- Tomoja Takeuči
- Masami Tanaka
- Aja Terakava
- Miho Teramura
- Naoja Tomita

## U
- Miki Učida
- Haruka Ueda

## V
- Ipei Vatanabe
- Kanako Vatanabe